# 진지희
진지희(陳智熙, 1999년 3월 25일 ~ )는 대한민국의 배우이다.

## 배우 활동
진지희는 2003년 KBS의 드라마 《노란 손수건》을 통해 아역 배우로 데뷔했고, 2009년 MBC 《지붕뚫고 하이킥!》에서 "빵꾸똥꾸"라는 대사를 유행시키며 어린 나이에 스타덤에 올랐다. '빵꾸똥꾸'라는 애칭이 따라다니는 것에 대해 진지희는 "감사하지만 언젠가 넘어야 할 한계"라고 말하였다.

## 작품 목록

### 드라마
| 연도   | 방송사 | 제목                       | 역할          | 비고              |
| ------ | ------ | -------------------------- | ------------- | ----------------- |
| 2003년 | KBS1   | 노란 손수건                | 이유나        |                   |
| 2004년 | MBC    | 황태자의 첫사랑》          |               |                   |
| 2005년 | KBS2   | 그녀가 돌아왔다            | 오연두        |                   |
| 2006년 | KBS1   | 서울 1945                  | 어린 최은희   | 윤혜경 아역       |
| 2006년 | SBS    | 연애시대                   | 조은솔        |                   |
| 2006년 | KBS2   | 위대한 유산                | 구동주        |                   |
| 2008년 | MBC    | 에덴의 동쪽                | 어린 이기순   | 전소민 아역       |
| 2009년 | SBS    | 자명고                     | 어린 라희     | 박민영 아역       |
| 2009년 | KBS2   | 전설의 고향 - 조용한 마을  | 효은          |                   |
| 2009년 | MBC    | 지붕뚫고 하이킥!           | 정해리        |                   |
| 2011년 | tvN    | 버디버디                   | 어린 성미수   | 유이 아역         |
| 2011년 | JTBC   | 인수대비                   | 송이          | 전혜빈            |
| 2011년 | MBC    | 하이킥 짧은 다리의 역습    | 정해리        | 110회 특별출연    |
| 2012년 | MBC    | 해를 품은 달               | 어린 민화공주 | 남보라 아역       |
| 2013년 | MBC    | 불의 여신 정이             | 어린 유정     | 문근영 아역       |
| 2014년 | JTBC   | 우리가 사랑할 수 있을까    | 이세라        |                   |
| 2014년 | JTBC   | 선암여고 탐정단            | 안채율        |                   |
| 2016년 | KBS2   | 백희가 돌아왔다            | 신옥희        |                   |
| 2017년 | SBS    | 언니는 살아있다            | 강하세        |                   |
| 2017년 | KBS2   | 쌈 마이웨이                | 장보람        | 1회, 7회 특별출연 |
| 2018년 | tvN    | 백일의 낭군님              | 진린          | 13회 특별출연     |
| 2020년 | tvN    | 언어의 온도: 우리의 열아홉 | 우진아        |                   |
| 2020년 | KBS2   | 모단걸                     | 구신득        |                   |
| 2020년 | SBS    | 펜트하우스                 | 유제니        |                   |
| 2021년 | SBS    | 펜트하우스 2               | 유제니        |                   |
| 2021년 | SBS    | 펜트하우스 3               | 유제니        |                   |
| 2023년 | MBN    | 완벽한 결혼의 정석         | 한유라        |                   |

### 영화
| 연도 | 제목                           | 역할            | 참고                           |
| ---- | ------------------------------ | --------------- | ------------------------------ |
| 2005 | 《첼로: 홍미주 일가 살인사건》 | 윤혜            |                                |
| 2006 | 《밤비 2》                     | 덤퍼의 여동생들 | 목소리 (한국어 버전)           |
| 2007 | 《헨젤과 그레텔》              | 김정순          |                                |
| 2008 | 《슈퍼맨이었던 사나이》        | 희정/지영       | 1인 2역                        |
| 2010 | 《오션스》                     |                 | 나레이터 (한국어 버전)         |
| 2011 | 《회초리》                     | 송이            |                                |
| 2012 | 《인류멸망보고서》             | 박민서          | 2006년 촬영, seg. 해피버스데이 |
| 2013 | 《고령화가족》                 | 신민경          |                                |
| 2014 | 《조선미녀삼총사》             | 어린 진옥       |                                |
| 2015 | 《사도》                       | 화완옹주        |                                |
| 2016 | 《국가대표 2》                 | 신소현          |                                |
| 2017 | 《이웃집 스타》                | 한소은          |                                |

### 연극
| 연도      | 제목              | 역할              | 참고                      |
| --------- | ----------------- | ----------------- | ------------------------- |
| 2021      | 《줄리어스 시저》 | 마르쿠스 브루투스 | 657회 4학년 연극 제작실기 |
| 2022~2023 | 갈매기            | 니나              | 기본 연극 데뷔            |

## 연기 외 활동

### 방송
- SBS 《꾸러기 탐구생활》(2010년 1월 13일~2011년) - MC
- MBC 《돼지 날다》(2010년) - 내레이션
- SBS 《강심장》(2010년 7월 21일)
- KBS1 《2010 KBS 창작동요대회》(2010년 11월 6일) - MC
- KBS2 《여유만만》(2011년 5월 20일) (안내상, 이문식과 함께)
- SBS 《김연아의 키스 & 크라이》(2011년 5월 22일 ~8월 21일)
- MBC 《기분 좋은 날》(2012년 1월 11일) '"해를 품은 달" 아역 전성시대!' 편 (김유정, 김소현과 함께)
- YTN 《뉴스12 - 이슈&피플》(2012년 8월 22일) '청소년 위한 시네마천국' 편 (김종현 집행위원장과 함께)
- KBS2 《여유만만》(2013년 8월 20일) '[방학특집] 꽃보다 아역3인방 김유정·서신애·진지희의 로맨틱한 일본 여행기 & 그들이 밝히는 아역탤런트의 모든 것' 편 (김유정, 서신애와 함께)
- MBC 《띠동갑내기 과외하기》(2014년 10월 17일 ~ 2015년 4월 2일)
- KBS2 《해피투게더 시즌3》'먹고 또 먹고' 특집 (이영유, 서신애, 김유정과 함께)
- KBS2 《해피투게더 시즌3》'믿고 보는 아이들' 특집 (2016년 7월 7일) (수호, 찬열, 첸, 김환희, 서신애와 함께)
- KBS2 《해피투게더 시즌3》'혜자 캐스팅' 편 (2017년 9월 7일) (한채영, 유연석, 오만석과 함께)
- JTBC 《한끼줍쇼》(2017년 9월 13일) (한채영과 함께)
- KBS1 《다큐공감》 291회 : 3.1운동 100주년 기획 소녀가 소녀에게 (2019년 3월 17일) - 내레이션
- TV조선 《임정둥이의 기억》
- JTBC 《아는형님》(2021년 10월 16일) - 게스트 (최예빈, 김현수와 함께)
- KBS1 《주문을 잊은 음식점》(2022년 6월 30일 ~ ) - 진행
- MBC 《나 혼자 산다》 506회 (2023년 8월 4일)

### 라디오
- SBS 파워FM 《박선영의 씨네타운》(2016년 8월 2일) (김슬기와 함께)
- SBS 러브FM 《송은이, 김숙의 언니네 라디오》(2017년 9월 5일) (한채영과 함께)
- KBS Cool FM 《김예원의 볼륨을 높여요》(2017년 9월 18일)
- KBS Cool FM 《사랑하기 좋은 날 이금희입니다》(2020년 11월 6일)
- SBS 파워FM 《이준의 영스트리트》(2021년 1월 14일) (최예빈과 함께)
- SBS 파워FM 《두시탈출 컬투쇼》(2021년 4월 12일) (최예빈과 함께)
- KBS Cool FM 《이기광의 가요광장》(2022년 12월 15일)

### 뮤직비디오
- 2010년 케이윌 - 선물 (2010년 3월 10일)
- 2011년 박정현 - Peace Song(그 곳으로) <2012년 핵안보정상회의> 공식 주제가 (2011년 12월 30일)

### 음반
- 2010년 영화 《오션스》 OST '오션스 송' (2010년 7월 12일)
- 2015년 드라마 《선암여고 탐정단》OST '내가 너에게' (2015년 3월 12일)

### 화보

#### 2016년
- bnt 2월호
- InStyle 8월호 (인스타일X영화《국가대표 2》콜라보레이션 화보) (with 수애, 오연서, 하재숙, 김슬기, 김예원)

#### 2017년
- bnt 8월호
- 앳스타일 9월호

### 광고
- 2010년 듀오백 듀얼린더
- 2010년 (주)대교 눈높이
- 2010년 오리온 포카칩
- 2010년 키자니아 서울
- 2014년 올레 TV 기가인터넷 <콘서트 편>

### 홍보대사
- 2010년 키자니아 서울 홍보대사 (with 여진구)
- 2010년 법제처 명예 어린이법제관
- 2010년 제18회 연천전곡리구석기축제 홍보대사
- 2011년~2012년 제 2차 핵안보 정상회의 홍보대사 (with 박정현, 왕석현, JYJ)
- 2012년 제14회 서울국제청소년영화제 홍보대사 (with 최우식)
- 2014년 제8회 국민체육진흥공단 투르 드 코리아 (Tour de Korea) 2014 홍보대사
- 2014년 제7회 서울노인복지센터 서울노인영화제 홍보대사 (with 장광)
- 2018년 서울장학재단 홍보대사
- 2019년~2020년 한국청소년상담복지개발원 또래 상담 홍보대사

## 수상 및 후보 목록
| 연도   | 시상식                      | 부문               | 작품             | 결과 |
| ------ | --------------------------- | ------------------ | ---------------- | ---- |
| 2009년 | MBC 방송연예대상            | 아역상             | 지붕뚫고 하이킥! | 수상 |
| 2013년 | 대종상 영화제               | 여우조연상         | 고령화가족       | 후보 |
| 2015년 | 제15회 대한민국청소년영화제 | 아역배우상         |                  | 수상 |
| 2016년 | KBS 연기대상                | 여자 청소년 연기상 | 백희가 돌아왔다  | 후보 |